# 쿠시먼 & 웨이크필드

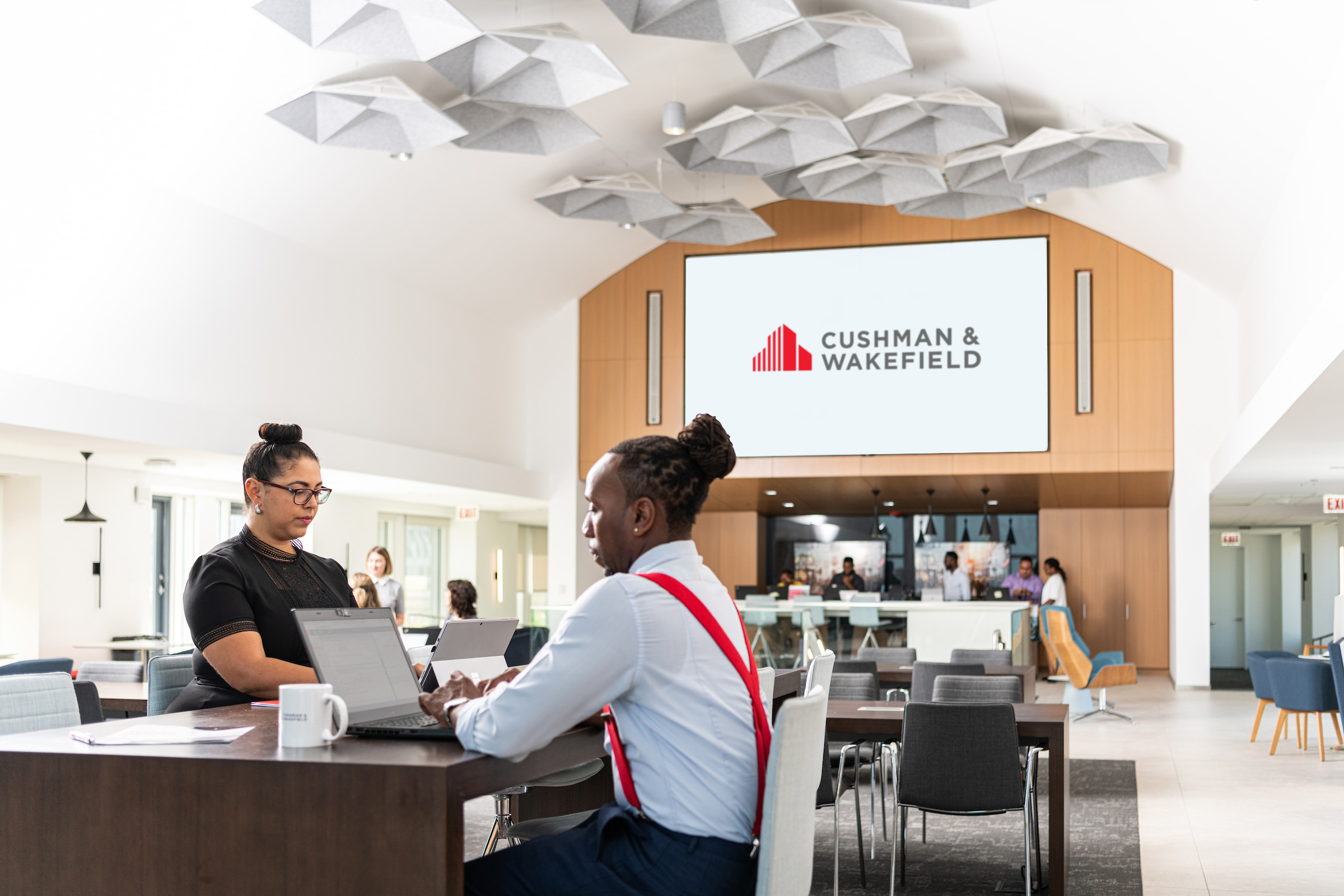
미국 시카고 본사 이미지

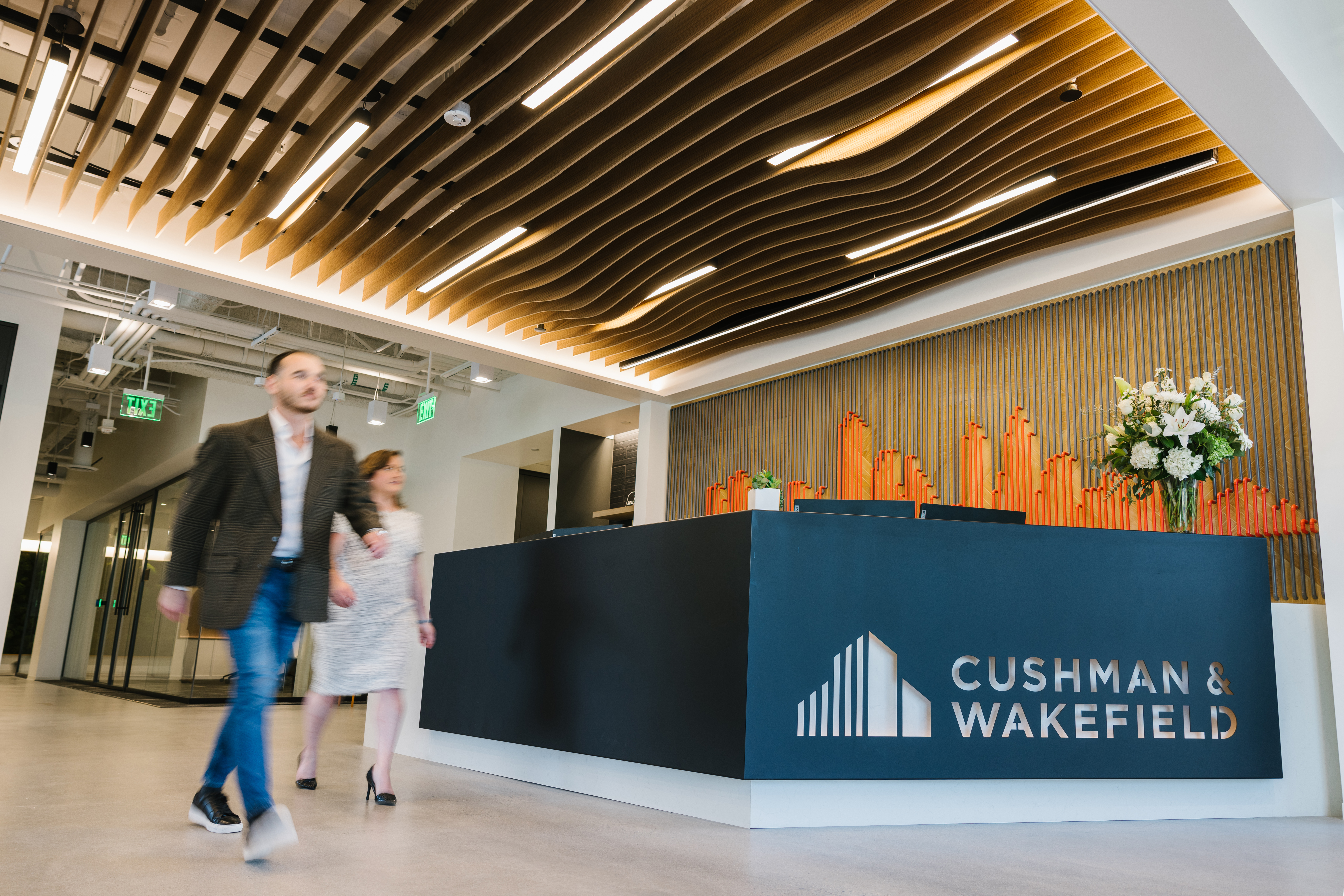
쿠시먼앤드웨이크필드 글로벌 미국 시카고 본사

쿠시먼앤드웨이크필드는 현재 약 60개국 400개 이상 지사에서 53,000명 이상의 경험 있는 전문가들이 전 세계 투자자들과 임차사들에게 중요한 가치를 창조하고 있는 세계적인 종합 부동산 서비스사이다.
2021년 쿠시먼앤드웨이크필드는 임대자문, 자산관리 서비스, 부동산 투자자문, 글로벌 임차사 서비스, 투자 및 자산 관리, 프로젝트 & 개발 서비스, 임차자문 및 가치평가 & 컨설팅 등 주요 서비스 분야에서 약 94억 달러의 매출을 가지고 있다.
한국에서는 2000년 서울에 쿠시먼앤드웨이크필드 코리아 지사가 설립되어 운영되고 있다.

## 역사
쿠시먼앤드웨이크필드는 1917년 10월 31일 뉴욕에서 J. Clydesdale Cushman과 Bernard Wakefield에 의해 설립되었다.

1960년대에 쿠시먼앤드웨이크필드는 전국적인 확장을 시작하여 미국 전역에 지사를 설립했다.

1969년 RCA는 쿠시먼앤드웨이크필드를 인수하여 1976년 Rockefeller Group에 지분을 매각했다.

1989년 Mitsubishi Estate Co. Ltd.는 Rockefeller Group의 대주주가 되었다.

1990년 Healey & Baker 인수를 통해 유럽에서의 회사 입지가 확립되었다.

1994년 C&W는 미국, 유럽, 아시아, 남미, 멕시코, 캐나다의 부동산 서비스 회사와 전세계 파트너십을 구축했다.

2001년 쿠시먼앤드웨이크필드는 Cushman Realty Corporation(CRC)을 인수하여 미국 서부 해안과 남서부 지역에서의 입지를 확대하였다.

2007년 Agnelli 가족의 투자 그룹인 IFIL(현 EXOR)은 쿠시먼앤드웨이크필드의 약 70% 지분을 인수하여 회사의 대주주가 되었고 Rockefeller Group을 대체하여 회사의 대주주가 되었다.

2015년 9월 1일 쿠시먼앤드웨이크필드와 DTZ가 합병되어 현재 쿠시먼앤드웨이크필드 브랜드로 운영되고 있다. 현재 쿠시먼앤드웨이크필드는 TPG, PAG 및 OTPP가 이끄는 투자자 그룹이 과반수를 소유하고 있다.

2018년 8월 쿠시먼앤드웨이크필드는 뉴욕 증권 거래소에 상장되었다.